# Melechovo (Novorževskij rajon)
Melechovo è un centro abitato della Russia.